# Balkan-Liga
Die Balkan-Liga war ein länderübergreifender Eishockeywettbewerb, an dem zwischen 1994 und 1997 Mannschaften aus Bulgarien, Rumänien und der Bundesrepublik Jugoslawien teilnahmen.

## Titelträger
| Saison  | Sieger                      |
| 1994/95 | HK Partizan Belgrad         |
| 1995/96 | Steaua Bukarest             |
| 1996/97 | Sportul Studențesc Bukarest |